# Ivan Jazbinšek
Ivan Jazbinšek, né le 9 août 1914 à Zagreb et mort le 28 juin 1996 à Zagreb, est un footballeur international yougoslave et croate. Il évoluait au poste de défenseur.

## Biographie

### En club
Ivan Jazbinšek est joueur du BSK Belgrade en 1934-1935,.
Il devient joueur du Građanski en 1935. Il est Champion de Yougoslavie en 1939-40.
Jazbinšek dispute le Championnat de État indépendant de Croatie de 1941 à 1944. Il est champion en 1942 et 1943.
En 1945, après la dissolution du Građanski par le nouveau régime yougoslave, il devient joueur du Metalac Zagreb.
De 1947 à 1950, il est joueur du Dinamo Zagreb. Il est Champion de Yougoslavie en 1947-48.
Jazbinšek raccroche les crampons en 1950.

### En équipe nationale
Ivan Jazbinšek évolue avec la Yougoslavie de 1938 à 1941,.
Le 3 avril 1938, il dispute un match de qualification pour la Coupe du monde 1938 contre la Pologne (victoire 1-0 à Belgrade). L'équipe yougoslave ne se qualifie pas pour la Coupe du monde, ayant subi une défaite 0-4 à l'aller.
Il dispute un match avec une équipe nationale croate représentant la Banovine de Croatie le 8 décembre 1940 contre la Hongrie (match nul 1-1 à Zagreb).
Il joue un dernier match avec la Yougoslavie le 23 mars 1941 contre la Hongrie (match nul 1-1 à Belgrade) dans le cadre de la Coupe du Danube.
Par la suite, il est sélectionné avec la Croatie représentant l'État indépendant dirigé par les Oustachis. Le 15 juin 1941, Jazbinšek joue contre l'Allemagne (défaite 1-5 à Vienne).
Il dispute uniquement des rencontres amicales avec cette équipe croate.
Il fait partie du groupe yougoslave médaillé d'argent aux Jeux olympiques de 1948 mais ne dispute aucun match durant le tournoi.
Au total, Jazbinšek dispute 18 sélections pour aucun but marqué en équipe de Croatie et 7 matchs pour aucun but marqué en équipe de Yougoslavie.

### Entraîneur
Il poursuit une carrière d'entraîneur après sa carrière de joueur.

## Palmarès
| \| Građanski - Championnat de Yougoslavie (1) : - Champion : 1939-40. - Championnat de Croatie (2) : - Champion : 1942 et 1943. \| \| Dinamo Zagreb - Championnat de Yougoslavie (1) : - Champion : 1947-48. \| |  | Yougoslavie - Jeux olympiques : - Argent : 1948.                       |
| Građanski - Championnat de Yougoslavie (1) : - Champion : 1939-40. - Championnat de Croatie (2) : - Champion : 1942 et 1943.                                                                                    |  | Dinamo Zagreb - Championnat de Yougoslavie (1) : - Champion : 1947-48. |